# Ceromya laticornis
Ceromya laticornis là một loài ruồi trong họ Tachinidae.